# Gertrud von Le Fort
Gertrud von Le Fort (Minden, 11 ottobre 1876 – Oberstdorf, 1º novembre 1971) è stata una scrittrice tedesca.

## Biografia

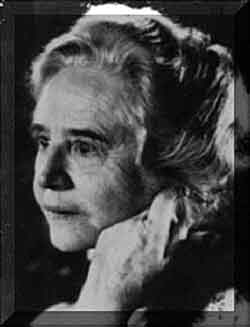
Gertrud von Le Fort nel 1935

Figlia di un ufficiale prussiano, di famiglia luterana di origine francese, ha compiuto studi di teologia, storia e filosofia presso l'Università Ruperto Carola di Heidelberg e, in seguito, di Berlino.
Rimase profondamente impressionata da Edith Stein, cui era molto legata, e da papa Pio XII, che ebbe modo d'incontrare; per questo, si è convertita al cattolicesimo nel 1925.
L'anno prima scrisse l'Hymnen an die Kirche (Inno alla Chiesa, 1924), che anticipò la sua conversione.
La sua opera letteraria è consacrata ai vari aspetti della fede cristiana.
La Le Fort è ritenuta la miglior scrittrice cattolica tedesca, soprattutto per i suoi romanzi.
I protagonisti delle sue opere, tutti caratterizzati da grandi problemi di fede, manifestarono l'ideale della sua fede, che si attua tramite il dolore, oltre che sulla vittoria del binomio amore-umiltà sull'orgoglio.
Il suo capolavoro risultò il racconto Die Letzte am Schafott (L'ultima al patibolo, 1931), incentrato sulla persecuzione delle Carmelitane ai tempi della Rivoluzione francese, che si distinse per la vibrazione lirica e per la sensibilità con cui venne presentata la situazione psicologica.
Nel 1952, ha vinto il premio Gottfried-Keller-Preis.

## Opere
- Inni alla Chiesa, poesie (1924).
- Il velo della Veronica (1928).
- Il Papa venuto dal ghetto (1930).
- L'ultima al patibolo (1931), che ispirò Georges Bernanos per scrivere, nel 1948, I dialoghi delle Carmelitane, a sua volta all'origine del film omonimo del 1960.
- Le Nozze di Magdeburgo (1938).